# Municipio de Bloomfield (condado de Oakland)
El municipio de Bloomfield (en inglés: Bloomfield Township) es un municipio ubicado en el condado de Oakland en el estado estadounidense de Míchigan. En el año 2010 tenía una población de 41070 habitantes y una densidad poblacional de 610,13 personas por km².

## Geografía
El municipio de Bloomfield se encuentra ubicado en las coordenadas 42°34′35″N 83°16′21″O / 42.57639, -83.27250. Según la Oficina del Censo de los Estados Unidos, el municipio tiene una superficie total de 67.31 km², de la cual 63.79 km² corresponden a tierra firme y (5.24%) 3.53 km² es agua.

## Demografía
Según el censo de 2010, había 41070 personas residiendo en el municipio de Bloomfield. La densidad de población era de 610,13 hab./km². De los 41070 habitantes, el municipio de Bloomfield estaba compuesto por el 83.66% blancos, el 6.7% eran afroamericanos, el 0.1% eran amerindios, el 7.24% eran asiáticos, el 0.02% eran isleños del Pacífico, el 0.34% eran de otras razas y el 1.94% pertenecían a dos o más razas. Del total de la población el 1.8% eran hispanos o latinos de cualquier raza.

## Educación
El Distrito Escolar de Pontiac sirve una sección del municipio.